# Alfred Massana
Alfred Massana i Urgellés (también llamado Alfredo) (Barcelona, 27 de julio de 1891-Barcelona, 24 de marzo de 1924) fue un futbolista español que jugó como centrocampista en el Espanyol y el FC Barcelona. Tenía una gran colocación y visión de juego. Conocido como un gran regateador, fue uno de los mejores centrocampistas catalanes de su época. Su hermano, Santiago Massana, también jugó en el Espanyol y el Barcelona. También es el abuelo del pianista Tete Montoliu.

## Carrera

### Carrera de clubes
Nacido en Barcelona, comenzó su carrera en 1907 en el club de su ciudad natal, el X Sporting Club, donde jugó junto a jugadores como Pedro Gibert, y ayudó al club a ganar dos Campeonatos de Cataluña consecutivos en 1906-07 y 1907-08. En 1909, el club fue relanzado efectivamente como Club Deportivo Espanyol, nombre que todavía se mantiene hoy en día. En el Espanyol destacó como un extraordinario centrocampista, lo que le valió su fichaje por el  FC Barcelona en 1911.
Fue miembro del legendario equipo del Barcelona de principios de la década de 1910, en el que también estaban Paco Bru, Enrique Peris, Romà Forns, Carles Comamala y Pepe Rodríguez, y junto a ellos ganó dos títulos de Copa del Rey en 1912 y 1913. En la final de 1912 marcó el primer gol en la eventual victoria por 2-0 sobre Sociedad Gimnástica. Jugó en el Barcelona hasta 1916, marcando 30 goles en 131 partidos y ganando dos Copas de los Pirineos (1912 y 1913), dos Copas del Rey (1912 y 1913) y dos Campeonatos de Cataluña (1912-13 y 1915-16). Posteriormente fichó por el Espanyol, con el que ganó otro título en 1917-18. Murió a la temprana edad de 32 años, en 1924.

### Carrera internacional
Como muchos otros jugadores del FC Barcelona de la época, disputó varios partidos con la selección catalana entre 1910 y 1916, marcando dos goles. El 24 de julio de 1910, Massana pasó a la historia como uno de los once futbolistas que disputaron el primer partido internacional de Cataluña (aunque no reconocido por la FIFA), que terminó con una derrota por 1-3 ante el once de París.
En mayo de 1915 formó parte del equipo que participó en la primera edición de la Copa Príncipe de Asturias de 1915, competición interregional organizada por la RFEF.

## Honores

### Clubes
X Sporting Club
- Campeonato de Cataluña:
  - Ganadores (2) 1906–07 y 1907–08

Barcelona
- Campeonato de Cataluña:
  - Ganadores (2) 1912-13 y 1915-16
- Copa del Rey:
  - Ganadores (2) 1912 y 1913
- Copa de los Pirineos:
  - Ganadores (2) 1912 y 1913

Espanyol
- Campeonato de Cataluña:
  - Ganadores (1) 1917–18

### Internacional
Cataluña
- Copa del Príncipe de Asturias:
  - Subcampeón (1): 1915